# Kings Worthy
Kings Worthy is een civil parish in het bestuurlijke gebied Winchester, in het Engelse graafschap Hampshire met 4435 inwoners.